# Liste der höchstgelegenen Bergwertungen der Tour de France

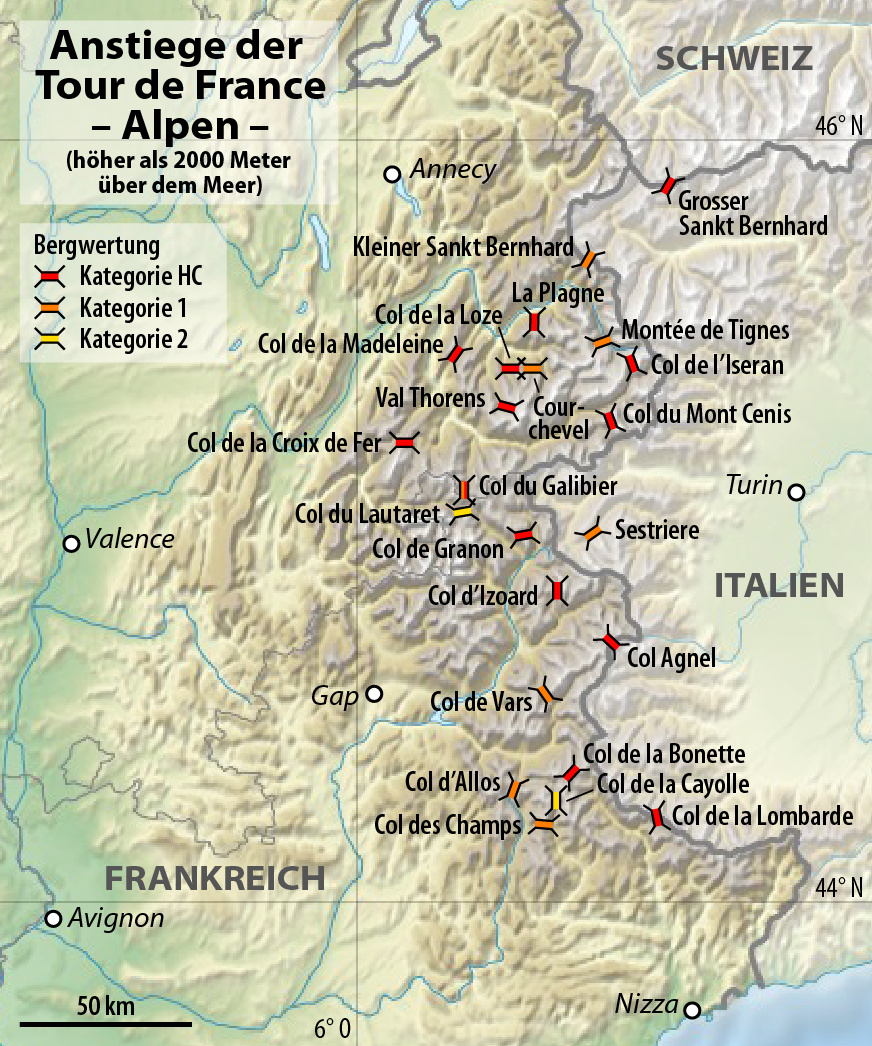
Alpenanstiege

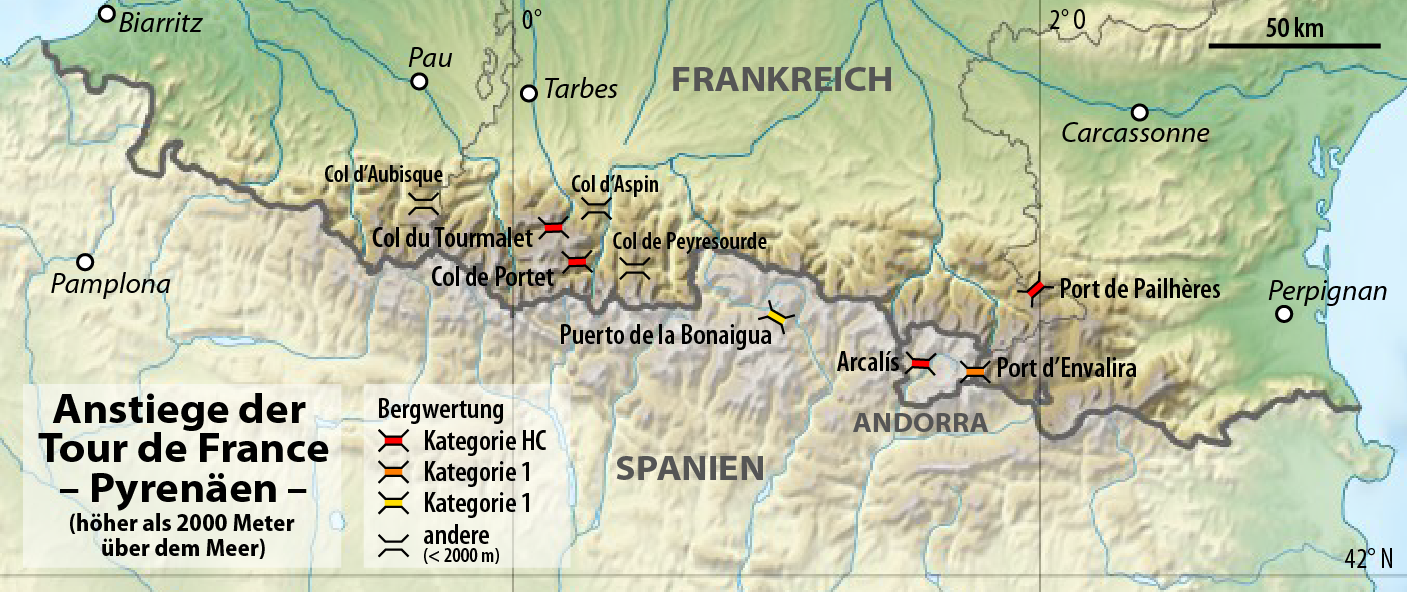
Pyrenäenanstiege

Die Liste der höchstgelegenen Bergwertungen der Tour de France stellt alle 33 Bergwertungen dar, die ab 2.000 Meter über dem Meeresspiegel abgenommen werden und Teil einer Tour-de-France-Etappe waren. Sie befinden sich größtenteils in den Alpen und zu einem kleineren Teil in den Pyrenäen. Dabei wurden die Staatsgebiete von Andorra, Frankreich, Italien, der Schweiz und Spanien befahren. Zumeist sind die hohen Punkte Pässe oder befinden sich in hochgelegenen Orten. Die Schwierigkeiten der Anstiege werden zum größten Teil mit der höchsten Kategorie Hors Catégorie und der 1. Kategorie bewertet.
Bereits 1910 wurde am Col du Tourmalet (2.115 m) erstmals eine Höhe von 2.000 Metern überfahren. Schon 1911 wurde am Col du Galibier bis auf 2.556 Meter gefahren. Diese Höhe steigerte 1938 der Col de l’Iseran auf 2.764 Meter, bevor 1962 mit der Cime de la Bonette (2.802 m) die Marke von 2.800 Metern überschritten wurde. Weitere hohe Pässe kamen 1949 mit dem Grossen Sankt Bernhard (2.470 m), 1964 mit dem Port d’Envalira (2.407 m), 1986 mit dem Col de Granon (2.413 m) und 2008 mit dem Col Agnel (2.744 m) hinzu.
Die höchste Etappen-Ankunft bei der Tour war auf dem Col du Galibier (2.642 m) im Jahr 2011. Davor stellte ab 1986 der Col de Granon (2.413 m) die höchste Etappen-Ankunft dar. Gefolgt werden diese beiden Ankünfte von Val Thorens (2.365 m und 2.275 m), Arcalís (2.240 m), dem Col du Tourmalet (2.115 m), Sestriere (2.035 m) und Courchevel (2.004 m).
Eine Besonderheit stellt der Col du Galibier dar. Bis zur Austragung 1974 führte ein 500 m langer, 4 m breiter Tunnel auf 2.556 Meter unter der Passhöhe hindurch. Weil dieser Tunnel (aus 1891, 500 m lang, nur 4 m breit) für den Straßenverkehr zu schmal und baufällig wurde, wurde die seit 1876 bestehende und 1,5 km längere Trasse über den Pass ausgebaut, also verbreitert und am Scheitel durch Abgraben tiefergelegt, weniger steil gemacht und am Scheitel mit einem Parkplatz versehen. (Der Tunnel wurde 1976 für den Straßenverkehr aufgegeben, doch 2002 renoviert und im ampelgeregelten Richtungswechselverkehr wieder geöffnet. Seit 2002 dürfen Lkw bis 19 Tonnen und 4,1 m Höhe hier durch, Fußgänger und Radfahrer jedoch nicht.) Die Überfahrtshöhe des Galibier 1979 erhöhte sich ab 1977 auf 2.642 Meter. Auch der Skiort Val Thorens hat zwei verschiedene Anstiege: Während die alte Höhe der Bergankunft noch 2.275 m betrug (1994), wurde 2019 die Bergankunft auf 2.365 m erhöht.
Um die Bergwertungen zu erreichen, müssen die Radrennfahrer mindestens zwischen 642 Höhenmeter am Col de Vars (2.109 m) und 1.843 Höhenmeter hinauf nach Val Thorens (2.365 m) zurücklegen. Da die meisten Wertungsabnahmen von zwei Himmelsrichtungen aus angefahren werden können, wird dieser Wert noch übertroffen. Bei vier Anstiegen müssen noch mehr Höhenmeter zurückgelegt werden, allerdings sind sie dann bei den anderen Varianten geringer. Die meisten Höhenmeter werden mit 1.955 hinauf zum Col de l’Iseran (2.770 m) zurückgelegt, es folgen die 1.924 Höhenmeter zum Col du Galibier (2.642 m) und die 1.878 zur Passhöhe des Grossen Sankt Bernhard (2.470 m). Beim alten Anstieg zum Col du Galibier (2.556 m) mussten 1.835 Höhenmeter bewältigt werden.

## Erklärung
- Höhe: Höhe der Bergwertung am Kulminationspunkt (Höchster Punkt eines Passes) oder dem Etappenziel. Die Höhen entstammen den offiziellen Angaben und sind angegeben in Metern über dem Meeresspiegel.
- Höhendifferenz: Differenz in der Höhe vom Beginn des Anstieges und dem höchsten Punkt, angegeben in Metern. Kann ein Kulminationspunkt aus verschiedenen Himmelsrichtungen erreicht werden, so ist die Mindestdifferenz ausschlaggebend. In Klammern steht darunter dann die Maximaldifferenz.
- Staat: Staatsgebiet, auf dem sich der Kulminationspunkt des Anstieges befindet. Bei Grenzlage geschieht die Nennung alphabetisch.
- Erste Befahrung: Jahr des erstmaligen Befahrens des Anstieges im Rahmen der Tour de France.
- Aktuelle Befahrung: Jahr der letzten Befahrung mit dem Bergpreissieger.

## Die höchsten Bergwertungen
Durch Anklicken eines Eintrages im Tabellenkopf sind die entsprechenden Spalten sortierbar.
| Rang                       | Name                                    | Höhe (m) | Höhen- differenz (m)   | Gebirge  | Staat              | Erste Befahrung | Erster Bergpreissieger | Anzahl | Aktuelle Befahrung        | Bild                                                               |
| -------------------------- | --------------------------------------- | -------- | ---------------------- | -------- | ------------------ | --------------- | ---------------------- | ------ | ------------------------- | ------------------------------------------------------------------ |
| 1                          | Cime de la Bonette                      | 2.802    | 1.502 (1.565)          | Alpen    | Frankreich         | 1962            | Federico Bahamontes    | 5      | 2024 Richard Carapaz      | Bei der Cime de la Bonette (2802 m)                                |
| 2                          | Col de l’Iseran                         | 2.770    | 977 (1.955)            | Alpen    | Frankreich         | 1938            | Félicien Vervaecke     | 9      | 2019 Egan Bernal          | Passhöhe des Col de l’Iseran (2770 m)                              |
| 3                          | Col Agnel                               | 2.744    | 1.475 (1.571)          | Alpen    | Frankreich Italien | 2008            | Egoi Martínez          | 2      | 2011 Maxim Iglinski       | Blick zur Passhöhe des Col Agnel (2744 m)                          |
| 4                          | Col du Galibier                         | 2.642    | 01.226 (1.318) (1.924) | Alpen    | Frankreich         | 1979            | Lucien Van Impe        | 24     | 2024 Tadej Pogačar        | Blick zur Passhöhe des Col du Galibier (2645 m)                    |
| 5                          | Col du Galibier (Scheiteltunnel)        | 2.556    | 01.137 (1.229) (1.835) | Alpen    | Frankreich         | 1911            | Émile Georget          | 39     | 2011 Andy Schleck         | Scheiteltunnel am Col du Galibier                                  |
| 6                          | Grosser St. Bernhard                    | 2.470    | 1.752 (1.878)          | Alpen    | Italien Schweiz    | 1949            | Gino Bartali           | 5      | 2009 Franco Pellizotti    | Hospiz an der Passhöhe des Grossen Sankt Bernhard (2470 m)         |
| 7                          | Col de Granon                           | 2.413    | 1.009 (1.049)          | Alpen    | Frankreich         | 1986            | Eduardo Chozas         | 2      | 2022 Jonas Vingegaard     | Passhöhe des Col de Granon (2413 m)                                |
| 8                          | Port d’Envalira                         | 2.407    | 1.396 (1.685)          | Pyrenäen | Andorra            | 1964            | Julio Jimenez          | 8      | 2021 Nairo Quintana       | Pas de la Casa vom Port d’Envalira aus gesehen                     |
| 9                          | Val Thorens (neue Streckenführung)      | 2.365    | 1.843                  | Alpen    | Frankreich         | 2019            | Vincenzo Nibali        | 1      | 2019 Vincenzo Nibali      | Val Thorens (2300 m) mit Montblanc im Hintergrund                  |
| 10                         | Col d’Izoard                            | 2.360    | 1.095 (1.142)          | Alpen    | Frankreich         | 1922            | Philippe Thys          | 36     | 2019 Damiano Caruso       | Blick von der Passhöhe des Col d’Izoard (2360 m) hinab nach Norden |
| 11                         | Col de la Lombarde                      | 2.351    | 1.360 (1.478)          | Alpen    | Frankreich Italien | 2008            | Christophe Le Mevel    | 1      | 2008 Christophe Le Mevel  | Grenzstein am Anstieg zu Col de la Lombarde                        |
| 12                         | Col de la Cayolle                       | 2.326    | 1.190 (1.291)          | Alpen    | Frankreich         | 1950            | Jean Robic             | 3      | 1973 Vicente López Carril | Stein an der Passhöhe des Col de la Cayolle (2326 m)               |
| 13                         | Col de la Loze                          | 2.304    | 1.671                  | Alpen    | Frankreich         | 2020            | Miguel Ángel López     | 3      | 2025 Ben O’Connor         | Blick auf den Col de la Loze (2304 m)                              |
| 14                         | Val Thorens (alte Streckenführung)      | 2.275    | 1.794                  | Alpen    | Frankreich         | 1994            | Nelson Rodríguez       | 1      | 1994 Nelson Rodríguez     | Val Thorens (ca. 2300 m) mit Montblanc im Hintergrund              |
| 15                         | Col d’Allos                             | 2.250    | 812 (1.108)            | Alpen    | Frankreich         | 1911            | François Faber         | 34     | 2015 Simon Geschke        | Schild an der Passhöhe des Col d’Allos (2250 m)                    |
| 16                         | Arcalís                                 | 2.240    | 943                    | Pyrenäen | Andorra            | 1997            | Jan Ullrich            | 3      | 2016 Tom Dumoulin         | Vuelta 2005: Auffahrt des Feldes nach Arcalís                      |
| 17                         | Col de Portet                           | 2.215    | 1.390                  | Pyrenäen | Frankreich         | 2018            | Nairo Quintana         | 2      | 2021 Tadej Pogačar        | Serpentinen aus der Vogelperspektive                               |
| 18                         | Kleiner Sankt Bernhard                  | 2.188    | 1.184 (1.380)          | Alpen    | Frankreich Italien | 1949            | Gino Bartali           | 4      | 2009 Franco Pellizotti    | Blick zur Passhöhe des Kleinen Sankt Bernhard (2188 m)             |
| 19                         | Col du Tourmalet                        | 2.115    | 1.270 (1.405)          | Pyrenäen | Frankreich         | 1910            | Octave Lapize          | 87     | 2025 Lenny Martinez       | Blick auf die Straße zur Passhöhe des Col du Tourmalet             |
| 20                         | Col de Vars                             | 2.109    | 642 (1.109)            | Alpen    | Frankreich         | 1922            | Philippe Thys          | 36     | 2024 Richard Carapaz      |                                                                    |
| 21                         | Col des Champs                          | 2.095    | 860 (1.050)            | Alpen    | Frankreich         | 1975            | Eddy Merckx            | 1      | 1975 Eddy Merckx          | Grenzstein von 1823 am Col des Champs (2095 m)                     |
| 22                         | Montée de Tignes (neue Streckenführung) | 2.089    | 1.172                  | Alpen    | Frankreich         | 2021            | Ben O’Connor           | 1      | 2021 Ben O’Connor         | Tignes im Sommer                                                   |
| 23                         | Col du Mont Cenis                       | 2.083    | 682 (1.581)            | Alpen    | Frankreich         | 1949            | Pierre Joseph Tacca    | 5      | 1999 Dmitri Konyschew     | Schild auf der Passhöhe des Col du Mont Cenis (2083 m)             |
| 24                         | Puerto de la Bonaigua                   | 2.072    | 1.102 (1.122)          | Pyrenäen | Spanien            | 1972            | Domingo Perurena       | 3      | 2016 Thibaut Pinot        | Schild auf der Passhöhe des Puerto de la Bonaigua (2072 m)         |
| 25                         | Montée de Tignes (alte Streckenführung) | 2.068    | 971                    | Alpen    | Frankreich         | 2007            | Michael Rasmussen      | 1      | 2007 Michael Rasmussen    | Tignes im Sommer                                                   |
| 26                         | Col de la Croix de Fer                  | 2.067    | 1.356 (1.527)          | Alpen    | Frankreich         | 1947            | Fermo Camellini        | 21     | 2022 Giulio Ciccone       | Anstieg zum Col de la Croix de Fer während der Tour de France 2006 |
| 27                         | Col du Lautaret                         | 2.058    | 731 (1.337)            | Alpen    | Frankreich         | 1911            | Émile Georget          | 29     | 2014 Joaquim Rodríguez    | Blick von der Passhöhe des Col du Lautaret (2058 m) nach Westen    |
| 28                         | La Plagne                               | 2.052    | 1.379                  | Alpen    | Frankreich         | 2025            | Thymen Arensman        | 1      | 2025 Thymen Arensman      | Blick auf den Plagne Villages in La Plagne (2035 m)                |
| 29                         | Sestriere                               | 2.035    | 679 (1.425)            | Alpen    | Italien            | 1952            | Fausto Coppi           | 7      | 2024 Stephen Williams     | Blick auf Sestriere (2035 m)                                       |
| 30                         | Isola 2000                              | 2.024    | 1.147                  | Alpen    | Frankreich         | 2024            | Tadej Pogačar          | 1      | 2024 Tadej Pogačar        | Blick auf das Skigebiet Isola 2000                                 |
| 31                         | Courchevel                              | 2.004    | 1.264                  | Alpen    | Frankreich         | 1997            | Richard Virenque       | 3      | 2005 Alejandro Valverde   | Blick auf das Skigebiet Courchevel                                 |
| 32                         | Port de Pailhères                       | 2.001    | 871 (1.281)            | Pyrenäen | Frankreich         | 2003            | Juan Miguel Mercado    | 5      | 2013 Nairo Quintana       | Passhöhe des Port de Pailhères (2001 m)                            |
| 33                         | Col de la Madeleine                     | 2.000    | 1.465 (1.547)          | Alpen    | Frankreich         | 1969            | Andrés Gandarias       | 28     | 2025 Jonas Vingegaard     | Blick auf den Col de la Madeleine (2000 m)                         |
| Stand: Tour de France 2025 |                                         |          |                        |          |                    |                 |                        |        |                           |                                                                    |